# 首都圈二環高速公路
首都圈二環高速公路（：／ Sudogwon Je I Sunhwan gosokdoro */?），是韓國的一條高速公路。目前有仁川-金浦、楊州-抱川、南楊州-楊平及廣州-始興四個路段通車。